# Ersephila indistincta
Ersephila indistincta är en fjärilsart som beskrevs av George Duryea Hulst 1898. Ersephila indistincta ingår i släktet Ersephila och familjen mätare. Inga underarter finns listade i Catalogue of Life.